# Artedosa
Artedosa (oficialmente en asturiano: L'Arteosa) es una parroquia española del concejo de Piloña, perteneciente a la comunidad autónoma de Asturias. En 2023, tenía empadronados 78 habitantes.